# 마이크로소프트 코호리그
마이크로소프트 코호리그는 윈디소프트가 주관하고 MBC게임이 주최했던 컴퍼니 오브 히어로즈 온라인 대회이다.

## 방송 일정
- 16강: 2010년 10월 19일 ~ 2010년 11월 9일
- 8강: 2010년 11월 16일 ~ 2010년 11월 23일
- 4강: 2010년 11월 30일 ~ 2010년 12월 21일
- 3-4위전: 2010년 12월 28일
- 결승전: 2011년 1월 4일

## 상금
- 우승: 500만원
- 준우승: 300만원
- 3위: 150만원
- 4위: 50만원

## 본선 진출자 명단
온라인 예선을 통해 각 진영 별로 32명이 오프라인 예선에 진출하였으며, 오프라인 예선을 통해 각 진영 별로 8명이 본선에 진출하였다.

### 미국군 본선 진출자 명단
| 이름   | ID                 |
| ------ | ------------------ |
| 이범석 | 엔지니어           |
| 한정우 | 백의혼             |
| 김홍진 | 로빈               |
| 정주성 | Shooter            |
| 경다솔 | 포켓몬             |
| 박상범 | 상붐이             |
| 고강호 | 단팥빵위에부비트랩 |
| 최정환 | Arome              |

### 독일군 본선 진출자 명단
| 이름   | ID         |
| ------ | ---------- |
| 신상우 | 짱데쓰     |
| 조성원 | 베르세르크 |
| 황순성 | 유키마로   |
| 전우철 | Sunshine   |
| 한희창 | 야랑혼     |
| 임주영 | Battlebird |
| 김선배 | 레이아드   |
| 이수민 | 때리면죽음 |

## 16강
같은 진영 간의 대결이 불가능한 게임의 특성상 약간 변경된 리그 방식으로 진행하였다. 미국 선수와 독일 선수가 한 번씩 붙어, 각 진영에서 승패가 더 높은 쪽이 올라갔으며, 승패가 같을 경우 승리점수 등을 고려하여 진출자를 결정하였다.
| 조  | 1경기  | 1경기  | 2경기  | 2경기  | 3경기  | 3경기  | 4경기  | 4경기  | 진출자 | 진출자 |
| A조 | 김홍진 | 한희창 | 박상범 | 조성원 | 김홍진 | 조성원 | 박상범 | 한희창 | 박상범 | 조성원 |
| B조 | 고강호 | 신상우 | 정주성 | 이수민 | 고강호 | 이수민 | 정주성 | 신상우 | 고강호 | 이수민 |
| C조 | 이범석 | 김선배 | 최정환 | 전우철 | 이범석 | 전우철 | 최정환 | 김선배 | 최정환 | 김선배 |
| D조 | 경다솔 | 황순성 | 한정우 | 임주영 | 경다솔 | 임주영 | 한정우 | 황순성 | 경다솔 | 황순성 |

## 8강
| 조  | 1경기  | 1경기  | 2경기  | 2경기  | 3경기  | 3경기  | 4경기  | 4경기  | 진출자 | 진출자 |
| A조 | 박상범 | 김선배 | 고강호 | 황순성 | 박상범 | 황순성 | 고강호 | 김선배 | 고강호 | 김선배 |
| B조 | 최정환 | 조성원 | 경다솔 | 이수민 | 최정환 | 이수민 | 경다솔 | 조성원 | 경다솔 | 이수민 |

## 4강
4강은 3전 2선승제로 치러졌으며, 한쪽이 1경기와 2경기를 모두 이겨도 3경기가 진행되었다.
| 1회차  | 1회차 | 1회차  | 1회차 | 2회차  | 2회차 | 2회차  | 2회차 | 3회차  | 3회차 | 3회차  | 3회차 | 4회차  | 4회차 | 4회차  | 4회차 | 결승진출자 | 결승진출자 | 결승진출자 | 결승진출자 |
| 고강호 | 0     | 이수민 | 3     | 경다솔 | 3     | 김선배 | 0     | 고강호 | 3     | 김선배 | 0     | 경다솔 | 1     | 이수민 | 2     | 경다솔     | 이수민     |            |            |

## 3,4위전 및 결승전
5전 3선승제로 진행되었다.
| 3,4위전 |        |                |        |
| Set     | 고강호 | 3 - 0          | 김선배 |
| 1       | 고강호 | Angoville      | 김선배 |
| 2       | 고강호 | Semois         | 김선배 |
| 3       | 고강호 | St.Mere Dumont | 김선배 |
| 4       |        | Beaux Lowlands |        |
| 5       |        | Langres        |        |

| 결승전 |        |                 |        |
| Set    | 경다솔 | 1 - 3           | 이수민 |
| 1      | 경다솔 | Angoville       | 이수민 |
| 2      | 경다솔 | Langres         | 이수민 |
| 3      | 경다솔 | Verrieres Ridge | 이수민 |
| 4      | 경다솔 | Semois          | 이수민 |
| 5      |        | Sturzdorf       |        |

## 대회 결과
- 우승: 이수민
- 준우승: 경다솔
- 3위: 고강호
- 4위: 김선배